# Альфред Фаулер
Альфред Фаулер (англ. Alfred Fowler; 22 березня 1868 — 24 червня 1940) — англійський астроном, член Лондонського королівського товариства (1910).

## Біографія
Родився у Вілсдені, Йоркшир. Закінчив Нормальну школу наук у Південному Кенсінгтоні (нині Імпіріел-коледж). Викладав там же і працював в Обсерваторії сонячної фізики в Південному Кенсінгтоні під керівництвом Джозефа Нормана Лок'єра. З 1913 — професор астрофізики в Імпіріел-коледжі.
Основні наукові роботи відносяться до астроспектроскопії. Виконав велику кількість лабораторних спектральних досліджень, а також ототожнення багатьох деталей у спектрах небесних об'єктів. Ототожнив молекулярні смуги окису титану в холодних зірках класу M, смуги окису вуглецю в хвостах комет; виявив присутність гідриду магнію в сонячних плямах. Разом з Дж. В. Стреттом (згодом лорд Релей) показав, що різке падіння інтенсивності в спектрах Сонця і зірок у ближній ультрафіолетовій області викликане поглинанням озоном у земній атмосфері. Після появи в 1913 році борівської теорії будови атома і атомних спектрів успішно займався дослідженням структури атомів за характеристиками їхніх спектрів. Брав участь в експедиціях для спостереження повних сонячних затемнень в 1893, 1896, 1898, 1900, 1905 і 1914 роках.
Перший генеральний секретар Міжнародного астрономічного союзу з часу його заснування (1919—1925), розробив статут союзу. Член ряду академій наук.
Премія імені Б. Вальза Паризької АН (1913), Золота медаль Лондонського королівського астрономічного товариства (1915), Королівська медаль Лондонського королівського товариства (1918), медаль Генрі Дрейпера Національної АН США (1920), медаль Кетрін Брюс Тихоокеанського астрономічного товариства (1934). Командор Ордена Британської імперії.